# Camp militaire de Waiouru
Le camp militaire de Waiouru est un camp de l'armée de terre néo-zélandaise situé près de Waiouru, au centre de l'île du Nord en service depuis 1939. Ses coordonnées géographiques sont 39° 28′ 13″ S, 175° 40′ 49″ E.

## Caractéristiques
Il dépend, en 2016, du Training and Doctrine Command. Il dispose entre autres des installations suivantes :
- une école du Land Operations Training Centre, responsable de l'entrainement, de la validation des doctrines de combat et logistique.
- Army Depot pour l'entrainement des recrues.
- Army Command School pour l'entrainement des officiers.

Il est utilisé également pour l'entraînement des forces terrestres de ce pays et, depuis 1987, de l'artillerie de l'armée singapourienne.
Une zone a été créée pour la protection du cheval Kaimanawa et abrite la majorité de cette espèce.